# تجريدية غنائية

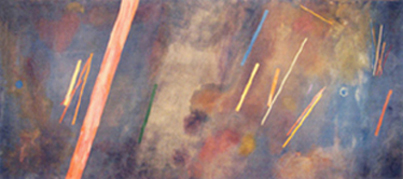

نشأت التجريدية الغنائية من اتجاهين مرتبطين ببعضهما لكنهما مختلفين في الفن المعاصر ما بعد الحرب:
تُعتبر التجريدية الغنائية الأوروبية التي نشأت في باريس -والتي يرجع الفضل في تسميتها إلى الناقد الفني الفرنسي جان جوزيه مارشان في عام 1947- عنصرًا مكونًا من (البقعية) عندما أطلق بيير غويغان وتشارليز استيان (مؤلف كتاب الفن في باريس 1945- 1966، والتجريدية الغنائية الأمريكية) اسم هذه الحركة في 1951، وهي حركة وصفها لاري ألدريش (مؤسس متحف ألدريش للفن المعاصر، بريدجفيلد كونكتيكت) في عام 1969.
هناك تعريف ثالث وهو استخدامها كمصطلح وصفي. فهي مصطلح وصفي يميز نوعًا من الفن التجريدي المرتبط بالتعبيرية المجردة: يُستخدم منذ أربعينيات القرن الماضي. تميز العديد من الرسامين التجريديين المشهورين المعروفين مثل أرشيلي غوركي الذين شوهدوا في السياق بأداء نوع من الرسم الموصوف بالتجريدية الغنائية.

## الأصل
يشير الاستخدام المشترك الأصلي إلى الاتجاه المنسوب إلى اللوحات في أوروبا خلال فترة ما بعد عام 1945 وكطريقة لوصف العديد من الفنانين (معظمهم في فرنسا) مع رسامين مثل وولز وجيرار شنايدر وهانز هارتنغ من ألمانيا أو جورج ماثيو، إلخ. الذين تتعلق أعمالهم بخصائص التعبيرية التجريدية الأمريكية المعاصرة. في ذلك الوقت (أواخر الأربعينيات)، كان أيضًا بول جنكينز ونورمان بلوهم وسام فرانسيس وجول أوليتسكي وجوان ميتشل وإلسورث كيلي والعديد من الفنانين الأمريكيين الآخرين يعيشون ويعملون في باريس وفي مدن أوروبية أخرى. باستثناء كيلي، طور كل هؤلاء الفنانين إصداراتهم من التجريدية الفنية -التي وُصفت في بعض الأحيان بأنها تجريدية غنائية- والبقعية وحقل اللون والضبابية والتعبيرية التجريدية.
نشأت حركة التجريدية الغنائية الفنية في باريس بعد الحرب. في ذلك الوقت، عُرضت الحياة الفنية في باريس، التي دمرها الاحتلال والتضافر، ثم استُؤنفت مع العديد من الفنانين مرة أخرى بمجرد تحرير باريس في منتصف عام 1944. وفقًا لأشكال التجريدية الجديدة التي ميزت بعض الفنانين، سُميت الحركة من قبل الناقد الفني جان خوسيه مارشان والرسام جورج ماتيو، في عام 1947.
نظر بعض نقاد الفن أيضًا إلى هذه الحركة على أنها محاولة لاستعادة صورة باريس الفنية، التي احتلت مرتبة عاصمة الفنون حتى الحرب. مثَّلت التجريدية الغنائية أيضًا منافسة بين مدرسة باريس ومدرسة نيويورك الجديدة للرسم التعبيري التجريدي الذي يمثله قبل أي أحد جاكسون بولوك منذ عام 1946، ثم ويليم دي كونينغ أو مارك روثكو، الذين روجت لهم السلطات الأمريكية أيضًا في أوائل الخمسينيات من القرن الماضي.
لم تعارض التجريدية الغنائية حركتي التكعيب والسريالية اللتين سبقتاه فحسب، ولكن أيضًا التجريدية الهندسية (أو «التجريدية الباردة»). كانت التجريدية الغنائية، في بعض النواحي، أول تطبيق لدروس فاسيلي كاندينسكي، الذي يُعتبر واحدًا من آباء التجريدية. بالنسبة للفنانين، تمثل التجريدية الغنائية مدخلًا للتعبير الشخصي.
أخيرًا، في أواخر الستينيات من القرن الماضي (كرد فعل بشكل جزئي على الفن التقليلي، والتفسيرات الدوغمائية لدى البعض ظهرت الحركة الرسمية لجرينبرج وجوديان)، أعاد العديد من الرسامين إدخال خيارات الرسم في أعمالهم وسمى متحف ويتني والعديد من المتاحف والمؤسسات الأخرى في ذلك الوقت هذه الحركة، والعودة التي لا هوادة فيها إلى تجريد الرسم بـ «التجريدية الغنائية».

## التجريدية الغنائية الأوروبية
بعد الحرب العالمية الثانية، عاد العديد من الفنانين كبارًا وصغارًا إلى باريس حيث عملوا وعرضوا أعمالهم مثل: نيكولاس دي ستايل، وسيرج بولياكوف، وأندريه لانسكوي، وزاكس من روسيا؛ وهانز هارتونج ووولز من ألمانيا؛ أرباد سزينيس وإندري روزسدا وسيمون هانتاي من المجر؛  ألكسندر أستراتي من رومانيا جان بول ريوبل من كندا؛ فييرا دا سيلفا من البرتغال جيرار إرنست شنايدر من سويسرا؛ فيتو من اسبانيا برام فان فيلدي من هولندا؛ البرت بيتران من تركيا، زاو وو كي من الصين؛ سوجاي من اليابان؛ سام فرانسيس، جون فرانكلين كوينيج، جاك يانجرمان وبول جنكينز من الولايات المتحدة.
كان جميع هؤلاء الفنانين وغيرهم في ذلك الوقت من ضمن «التجريديين الغنائيين» مع الفرنسيين: بيير سولاجز، وجان ميشيل كولون، وجان رينيه بازان، وجان لو مو، وغوستاف سينجيير، وألفريد مانسييه، وروجر بيسير، وبيير تال- كوت، وجان مساجييه، وجان موات، وغيرهم.
عارضت التجريدية الغنائية ليس فقط آثار مدرسة باريس من نمط ما قبل الحرب ولكن أيضًا حركتي التكعيب والسريالية اللتان سبقتاه، وأيضًا التجريدية الهندسية (أو «التجريدية الباردة»). بالنسبة للفنانين في فرنسا، مثَّلت «التجريدية الغنائية» فرصة للتعبير الشخصي. في بلجيكا، اكتشف لويس فان لينت مثالًا رائعًا لفنان انتقل بعد فترة وجيزة من التجريدية الهندسية إلى التجريدية الغنائية الذي برع فيه.
أقيمت العديد من المعارض في باريس، على سبيل المثال في صالات عرض أرنود ودروين وجان بوشر ولويز كاريه وجاليري دو فرانس (معرض فرنسا) وكل عام في «صالون الحقائق الجديدة» و «صالون دي ماي» حيث يمكن أن تُرى لوحات كل هؤلاء الفنانين. في معرض دروين، يمكن للمرء أن يرى جان لو موال، وغوستاف سينجيير، وألفريد مانيسيير، وروجر بيسير، وولس، وغيرهم. هبت رياح على العاصمة عندما قرر جورج ماثيو إقامة معرضين: التخيل في عام 1947 في قصر لوكسمبورغ والذي كان يُفضل أن يسميه التجريدية الغنائية لفرض الاسم ثم اتش دبيليو بي س م ت ب مع (هانز هارتنغ، ووولز، وفرانسيس بيكابيا، والنحات فرانسوا ستاهلي، وجورج ماثيو، وميشيل تابي، وكاميل براين) في عام 1948.
في مارس 1951، أقيم المعرض الأكبر الحماسة تُواجه في صالة عرض نينا دوسي، حيث عُرضت لأول مرة أعمال الفنانين التجريديين الفرنسيين جنبًا إلى جنب مع أعمال الأمريكيين. نظمه الناقد ميشيل تابي، الذي كان لدوره في الدفاع عن هذه الحركة أهمية قصوى. وأعلن بهذه الأحداث أن «التجريدية الغنائية تولد».
ومع ذلك، كانت فترة قصيرة إلى حد ما (أواخر عام 1957)،  سرعان ما حلت محلها الواقعية الجديدة لبيير رستاني وإيف كلاين.
ابتداءً من عام 1970، أُعيد إحياء هذه الحركة من قبل جيل جديد من الفنانين الذين ولدوا أثناء الحرب العالمية الثانية أو بعدها مباشرة. ومن بين أبرز المروجين لها بول كالوس وجورج روماثير وميشيل ديستراك وتيبوت دي ريمبري.
عُرض في باريس في متحف لوكسمبورغ معرض بعنوان «الرحلة الغنائية، باريس 1945-1956» (لونفوليه ليريك، باريس 1945-1956)، والذي جمع أعمال 60 رسامًا، من أبريل إلى أغسطس 2006، وتضمن أبرز فناني هذه الحركة: جورج ماثيو، وبيير سولاجز، وجيرارد شنايدر، وزاو وو كي، وألبرت بيتران، وسيرج بولياكوف. 

## تاريخ المصطلح في أمريكا
وُصفت التجريدية الغنائية، في معرض في متحف ويتني للفن الأمريكي، 25 مايو - 6 يوليو 1971 من قبل جون إيتش بور، أمين متحف ويتني للفن الأمريكي:
«يُعد وجود معرض كامل يستقصي الاتجاه الحالي في الفن الأمريكي بضربة واحدة هو تجربة غير عادية على حافة الشذوذ... يعرف السيد ألدريش اتجاه «التجريدية الغنائية» ويشرح كيف تسنى له الحصول على الأعمال...». 